# Augustibuller 2008
Augustibuller 2008 skulle blivit den 13:e festivalen i raden för Augustibuller, men ställdes in den 15 juli efter att först ha ändrat den tre dagar långa festivalen till bara en dag efter att biljettförsäljningen inte tagit fart. Festivalen skulle ägt rum mellan 31 juli och 3 augusti 2008.

## Problem efter festivalen 2007
Augustibuller 2007 drog färre besökare än väntat och gick därför back i kassan. Uppskattad summa på förlusten är 400 000. Festivalen har fått erbjudande om lån på 250 000 av kommunen, men de hade själva velat ha ett bidrag. 
Utöver detta var det en hel del vandalism och fyllor kring festivalen vilket har gjort att kommun och polis velat höja åldersgränsen till 18 eller 20. Men det blev som tidigare år en 15-årsgräns om man åker utan målsman.
Att festivalen 2008 skulle bli av blev mer eller mindre bekräftat offentligt så sent som 24 februari 2008. 

## Problem innan festivalen 2008
Den 14 juli 2008 meddelade Augustibuller Crew att biljettförsäljningen varit så låg att de bestämt sig för att festivalen bara ska äga rum under en dag, den 2 augusti. De sänkte biljettpriset från 650 kronor till 300, och de som hade en biljett från tidigare skulle få använda sin biljett till två besökare. På grund av reduceringen av antalet dagar så blev man tvungen att reducera antalet band. Endast 14 av de nästan 50 bokade banden skulle ha spelat. De hade vid beslutet endast sålt en fjärdedel av de biljetterna som behövdes för en tredagarsfestival.
Den 15 juli meddelade Augustibuller Crew att de ställer in hela festivalen på grund av det missnöje med endagslösningen. Fram till fredagen den 11 juli hade festivalen endast sålt 1 000 biljetter, och för att få endagarskonceptet att gå igenom hade de behövt sälja 1 300 biljetter till, vilket de ansåg vara en för svår uppgift. Om pengar finns kvar efter att fordringsägarna fått tillbaka pengarna ska dessa gå till de som köpt biljett.
Den 3 maj 2009 skriver Nerikes Allehanda att flera band ställer krav på cirka 200 000:- och att fordringsägare får vänta flera månader på besked.

## Bokade artister
| - AC4[11] - Ape Rape Escape[12] - Accidents[13] - Bombettes[13] - Bane[14] - Bullet[15] - Chemical Vocation[12] - Civil olydnad[16] - De lyckliga kompisarna[17][13] - Dia Psalma[3] - Disco Ensemble[11] - Disfear[13] - Division of Laura Lee[14] - Fy fan[13] - Ghost of a Thousand[14] | - Go Drowsy[15] - Greta Kassler[18] - Indecision Alarm[15] - Kapten Röd & Majorern[19][12] - Kid Down[14] - La Puma[14] - Liberator[15] - Looptroop Rockers[15] - Masshysteri[13] - Meanwhile[15] - Meleeh[14] - Millencolin[11] - Mimikry[15] - Moderat likvidation[11] - Path of No Return[13] | - Pickadoll[16] - Propagandhi[3] - Sanctuary in Blasphemy[13] - Sigh and Explode[15] - Ska'n'Ska[16] - Splitside[16] - Splitter[14] - Tortyr[11] - U.K. Subs[14] - Union Square[12] - Unseen[14] - We Live in Trenches[15] - Venerea[15] - Voodoo Glow Skulls[14] |